# Jessie Fleming
Jessie Alexandra Fleming (London, 11 de março de 1998) é uma futebolista canadense que atua como meia.

## Carreira
Jessie Fleming fez parte do elenco da Seleção Canadense de Futebol Feminino, nas Olimpíadas do Rio 2016.